# Чарльз Саммерел
Чарльз Пелот Саммерел (англ. Charles Pelot Summerall; 4 березня 1867 — 14 травня 1955) — американський воєначальник, генерал армії США (1929), 12-й начальник штабу армії США (1926—1930). Учасник іспансько-американської, філіппінсько-американської та Першої світової війн.

## Біографія
Чарльз Пелот Саммерел народився в Блаунтс Феррі, округ Колумбія, штат Флорида, 4 березня 1867 року і з 1882 по 1885 рік навчався у Військовій академії Портера в Південній Кароліні. Після закінчення академії він три роки працював шкільним вчителем. У 1888 році вступив до Військової академії  у Вест-Пойнті, штат Нью-Йорк, яку закінчив другим лейтенантом у червні 1892 року.
Саммерел був призначений до 1-го піхотного полку, а в березні 1893 року перевівся до 5-го артилерійського полку. З 1893 по 1895 рік він ніс гарнізонну службу в Каліфорнії, з 1895 по 1898 рік служив у форті Гамільтон, штат Нью-Йорк. Під час іспано-американської війни виконував обов'язки у Департаменту затоки помічника командувача, генерал-майора Вільяма Монтроза Грема.
Саммерел брав участь зі своїм підрозділом у придушенні Філіппінського повстання у 1899—1900 роках, а також був членом каральної експедиції американських військ у Китаї у 1900—1901 роках, де брав участь у нападі на Пекін. У липні 1901 року його перевели до 106-ї берегової артилерійської батареї. Служив у фортах Валла-Вала і Лоутон у штаті Вашингтон, командуючи останнім у 1901—1902 роках. Продовжив службу у таборі Скагвей і відповідав за підготовчі роботи у форті Сьюард на Алясці. У 1902—1903 роках командував фортом Флаглер, а потім був переведений до 3-ї польової артилерійської батареї, де служив у таборі Томас і форті Маєр у 1903—1905 роках.
З 1905 по 1911 рік Саммерел був старшим викладачем артилерійської тактики у Вест-Пойнті. У березні 1911 року отримав звання майора і посаду начальника польової артилерії маневреної дивізії в Сан-Антоніо, штат Техас. Командував літніми навчальними таборами артилерії армії та Національної гвардії в 1912—1914 роках, був помічником начальника Бюро ополчення і відповідав за артилерію Національної гвардії в 1915—1917 роках. У 1917 році його включили до складу військової місії до британської та французької армій.
У Франції Чарльз Саммерел командував 67-ю та 1-ю бригадами польової артилерії в операціях, де отримав звання генерал-майора Національної армії. Надалі послідовно командував своєю бригадою, 1-ю дивізією та V корпусом в операціях при Кантіньї, Суассоні, Сен-Мієлі та Мезі-Аргонні в 1918 році. Дії Саммерела 10-11 листопада призвели до понад 1100 американських жертв. Дехто критикував операції союзників в останні дні війни, в тому числі й ті, що були проведені за наказом Саммерелла, як такі, що спричинили невиправдані людські жертви, але це можна зрозуміти в контексті попередніх невдалих спроб укладення миру та чуток про них.
За словами історика Ніла Фергюсона, генерал-майор Саммерел був однаково здатний віддавати накази, що порушували закони та звичаї війни, як-то, наприклад, коли він наказав офіцеру морської піхоти США Елтону Маккіну: «Там, на півночі, є залізнична колія… Іди і переріж її для мене. І коли ти її переріжеш, ти помреш з голоду, якщо спробуєш нагодувати полонених, яких захопиш… Я сказав, і ви пам'ятаєте це, що на цих трьох хребтах не брати полонених».
Пізніше Саммерел командував IX і IV корпусами та був членом Американської комісії на мирній конференції 1919 року у Парижі.
Після війни, в 1919—1921 роках, Саммерелл командував 1-ю дивізією, в лютому 1919 року отримав звання бригадного генерала регулярної армії, а у квітні 1920 року — генерал-майора. Він командував Гавайським департаментом з серпня 1921 р. по серпень 1924 р. Полковник Вільям «Біллі» Мітчелл інспектував Саммерелла під час його командування на Гаваях і розкритикував відсутність системи протиповітряної оборони на островах. Це розлютило Саммерелла, який у свою чергу в 1925 році спробував головувати на військовому трибуналі над Мітчеллом. Саммерелл дав свідчення проти Мітчелла, який був визнаний винним і засуджений до п'ятирічного відсторонення від виконання обов'язків.
Після командування 8-м і 2-м корпусними округами з 1924 по 1926 рік, Саммерелл був призначений начальником штабу армії США. З 21 листопада 1926 року по 20 листопада 1930 року він перебував на вищій посаді в американській армії, в лютому 1929 року отримав звання повного генерала. Під час перебування начальником штабу він керував формуванням механізованих підрозділів та частин і рекомендував інтегровані мобільні сили з танкових, артилерійських, інженерних та інтендантських підрозділів. 1927 року Саммерелл вступив до Товариства синів американської революції Південної Кароліни, а згодом став його президентом.
Саммерелл пішов у відставку в березні 1931 року і з 1931 по 1953 рік був президентом «Цитаделі». 14 травня 1955 року він помер у Вашингтоні. Відставний генерал похований на Арлінгтонському національному кладовищі.